# Aconitum daxinganlinense
Aconitum daxinganlinense là một loài thực vật có hoa trong họ Mao lương. Loài này được Y.Z.Zhao mô tả khoa học đầu tiên năm 1983.